# أندريا توريس
أندريا توريس هي ممثلة فلبينية، ولدت في 4 مايو 1990 بمانيلا في الفلبين.

## وصلات خارجية
- أندريا توريس على موقع IMDb (الإنجليزية)
- أندريا توريس على موقع قاعدة بيانات الفيلم (الإنجليزية)